# روابط ایران و نروژ

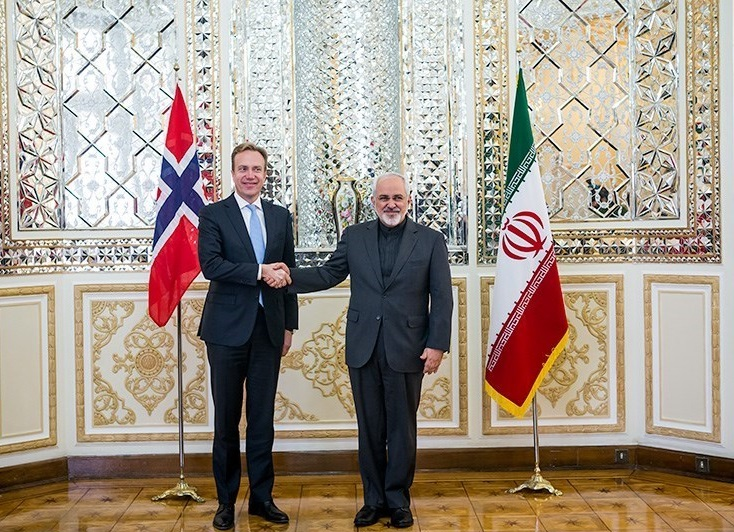
دیدار بورگه برنده وزیر امور خارجه نروژ با محمدجواد ظریف وزیر امور خارجه ایران در تهران، چهارشنبه ۲۷ مرداد ۱۳۹۵.

ایران و نروژ دارای روابط دوسویه‌اند.

## سیاسی
تاریخ مراودات سیاسی بین ایران و نروژ به سال ۱۲۸۴ خورشیدی (۱۹۰۵ میلادی) برمی‌گردد. هم‌زمان با اعلام استقلال نروژ، ابتدا سفرای ایران در روسیه و پس از تأسیس سفارت در استکهلم در سال ۱۲۸۹ شمسی (۱۹۱۰ میلادی)، سفرای ایران در سوئد، در نروژ اکردیته بودند. در ۳۰ فروردین ۱۳۴۲ (۱۹۶۳ میلادی)، سفارت ایران در اسلو تأسیس شد و از آن پس، روابط ایران و نروژ بر اساس اصول تفاهم و همکاری گسترش یافت.
در سال ۱۳۵۰ اولاف پنجم پادشاه نروژ به ایران آمد و در همان سال، محمدرضاشاه برای دیدار متقابل به نروژ مسافرت کرد از آن پس، سفر مقامات عالی‌رتبه سیاسی همه‌ساله بین دو کشور وجود داشت.
در اسفند۱۳۵۳ سورن گیلوم (Severe giellom) دبیرکل وزارت امور خارجه نروژ، ضمن سفر به ایران و ملاقات با معاون سیاسی وزارت امور خارجه وقت ایران، دربارهٔ بهبود و گسترش مناسبات دوجانبه مذاکراتی به عمل آورد.

## اقتصادی
روابط اقتصادی ایران و نروژ در هجدهم اردیبهشت ۱۳۰۹ (هشتم مه ۱۹۳۰ با امضای «عهدنامه مؤدت و تجارت و بحرپیمایى» میان حسین علاء و ودل یارلسبرگ وزیران مختار ایران و نروژ در پاریس امضا شد. بنابراین معاهده که اجرای آن دو سال بعد با تصویب در مجلس شورای ملی آغاز شد، شهروندان دو کشور می توانستند آزادانه به یکدیگر رفت و آمد کنند و اقامت بگزینند و به کار و تجارت بپردازند. 
در تاریخ دهم خرداد ۱۳۲۹ (۲۲ مه ۱۹۵۰) موافقت‌نامه سرویس‌های حمل و نقل هوائی - بازرگانی میان دو دولت به امضاء رسید و قراردادهایی نیز در اکتبر ۱۹۵۶ دربارهٔ معافیت متقابل شرکت‌های هواپیمایی از پرداخت مالیات مورد توافق قرار گرفت.
روابط اقتصادی بین دو کشور، طی سالیان متمادی به صورت سنتی ادامه داشت ولی در سطح نسبتاً پائینی برقرار بوده‌است. در سال ۱۳۵۵، اجلاس مشترکی در زمینه‌های اقتصادی و فنی در سطح وزیران دو کشور در اسلو برگزار شد. در این اجلاس، دولت نروژ برای همکاری خود با ایران در زمینه توسعه صنایع فلزی، کمک به بهبود سیستم کشاورزی ایران و توسعه ارتباطات راه دور اعلام آمادگی نمود و دولت ایران نیز در مقابل موافقت کرد که برخی از اقلام مورد نیاز نروژ را تأمین نماید.
در سال ۱۳۵۷، دومین نشست اقتصادی و فنی مقامات دو کشور برگزار گردید، این کمیسیون موافقت کرد که همه اقدامات لازم برای افزایش صادرات کالاهای صنعتی و نیمه تمام ایران به نروژ واگذار شود. ضمن اینکه توصیه‌هائی نیز در مورد افزایش صادرات نروژ به عمل آمد. با وجود این نشست‌ها سطح مبادلات تجاری بین دو کشور ایران و نروژ هیچ‌گاه توسعه چشمگیری نیافت که علت آن، محدود بودن امکانات صادراتی دو کشور، دسترسی آسان نروژ به بازارهای اروپا و آمریکا، بُعد مسافت ایران و نروژ، غنی بودن نفت و گاز نروژ و طبعاً بی‌نیازی نروژ از نفت و گاز ایران می‌باشد.

## فرهنگی
تبادل هیئت‌های مختلف فرهنگی، اعطاء بورس تحصیلی، تقویت کرسی زبان و ادبیات فارسی در دانشگاه‌های نروژ، ترتیب مسابقات دوستانه ورزشی ازجمله همکاری‌های فرهنگی دو کشور محسوب می‌شود.
در اردیبهشت ماه ۱۳۵۱، به منظور ادامه همکاری‌های فرهنگی بین دو کشور انجمن دائمی ایران و نروژ تأسیس گردید و در سال ۱۹۷۰ نمایشگاهی از آثار کودکان و دانش‌آموزان و نیز آثار هنری و صنایع‌دستی و باستانی ایران در نمایشگاه صنعتی اسلو در معرض دید گذاشته شد. در خرداد ۱۳۵۳ پروفسور مورگن استرنه (Morgen Stirne) استاد دانشگاه اسلو - ایران‌شناسی معروف نروژی، ضمن سفر به ایران، موفق به دریافت دکترای افتخاری از دانشگاه تهران شد.

## صنعتی
در سال ۱۳۹۴ سفیر نروژ در دیداری با مدیرعامل شركت نفت فلات قاره ایران كه با حضور نماینده شركت Intsok نروژ (شركت فعال در حوزه صنعت نفت دریایی)انجام شد، بر عزم این كشور برای گسترش تعاملات در همه زمینه‌ها به‌ویژه پروژه‌های نفت و گاز ایران تأكيد كرد.
درسال ۱۳۹۵  شرکتی نروژی تصمیم گرفت نخستین پروژه ایران برای مایع سازی گاز در دریا را اجرا می كند.
در سال ۱۳۹۶ شرکت نروژی ساگا انرژی قراردادی ۵ ساله برای سرمایه گذاری ۲.۵ میلیارد یورویی(۲۳ میلیارد کرون نروژ) با هدف ایجاد نیروگاه های خورشیدی در چند محل در اطراف کویر مرکزی ایران با شرکت ایرانی توسعه گستران انرژی امین امضاء کرد.